# ATP de Brisbane
O ATP de Brisbane – ou Brisbane International, atualmente – é um torneio de tênis profissional masculino, de nível ATP 250.
Realizado em Brisbane, no oeste da Austrália, o torneio se desenrolou em três momentos, sendo o maior entre 2009 e 2019. Foi incorporado como co-anfitrião na ATP Cup de 2020 e na United Cup de 2023. Retornou ao circuito como evento individual em 2024. Os jogos são disputados em quadras duras durante o mês de janeiro.

## Finais

### Simples
| Ano                                     | Campeão         | Vice-campeão        | Resultado      |
| --------------------------------------- | --------------- | ------------------- | -------------- |
| 2025                                    | Jiří Lehečka    | Reilly Opelka       | 4–1, ab.       |
| 2024                                    | Grigor Dimitrov | Holger Rune         | 7–65, 6–4      |
| Torneio não realizado entre 2023 e 2020 |                 |                     |                |
| 2019                                    | Kei Nishikori   | Daniil Medvedev     | 6–4, 3–6, 6–2  |
| 2018                                    | Nick Kyrgios    | Ryan Harrison       | 6–4, 6–2       |
| 2017                                    | Grigor Dimitrov | Kei Nishikori       | 6–2, 2–6, 6–3  |
| 2016                                    | Milos Raonic    | Roger Federer       | 6–4, 6–4       |
| 2015                                    | Roger Federer   | Milos Raonic        | 6–4, 26–7, 6–4 |
| 2014                                    | Lleyton Hewitt  | Roger Federer       | 6–1, 4–6, 6–3  |
| 2013                                    | Andy Murray     | Grigor Dimitrov     | 7–60, 6–4      |
| 2012                                    | Andy Murray     | Alexandr Dolgopolov | 6–1, 6–3       |
| 2011                                    | Robin Söderling | Andy Roddick        | 6–3, 7–5       |
| 2010                                    | Andy Roddick    | Radek Stepanek      | 7–62, 7–67     |
| 2009                                    | Radek Stepanek  | Fernando Verdasco   | 3–6, 6–3, 6–4  |
| Torneio não realizado entre 2008 e 1993 |                 |                     |                |
| 1992                                    | Guillaume Raoux | Kenneth Carlsen     | 6–4, 7–610     |
| 1991                                    | Gianluca Pozzi  | Aaron Krickstein    | 6–3, 7–64      |
| 1990                                    | Brad Gilbert    | Aaron Krickstein    | 6–3, 6–1       |
| 1989                                    | Nicklas Kroon   | Mark Woodforde      | 4–6, 6–2, 6–4  |
| 1988                                    | Tim Mayotte     | Marty Davis         | 6–4, 6–4       |
| 1987                                    | Kelly Evernden  | Eric Jelen          | 3–6, 6–1, 6–1  |

### Duplas
| Ano                                     | Campeões                           | Vice-campeões                     | Resultado          |
| --------------------------------------- | ---------------------------------- | --------------------------------- | ------------------ |
| 2025                                    | Julian Cash Lloyd Glasspool        | Jiří Lehečka Jakub Menšík         | 6–3, 26–7, [10–6]  |
| 2024                                    | Lloyd Glasspool Jean-Julien Rojer  | Kevin Krawietz Tim Pütz           | 7–63, 5–7, [12–10] |
| Torneio não realizado entre 2023 e 2020 |                                    |                                   |                    |
| 2019                                    | Marcus Daniell Wesley Koolhof      | Rajeev Ram Joe Salisbury          | 6–4, 7–66          |
| 2018                                    | Henri Kontinen John Peers          | Leonardo Mayer Horacio Zeballos   | 3–6, 6–3, [10–2]   |
| 2017                                    | Thanasi Kokkinakis Jordan Thompson | Gilles Müller Sam Querrey         | 7–67, 6–4          |
| 2016                                    | Henri Kontinen John Peers          | James Duckworth Chris Guccione    | 7–64, 6–1          |
| 2015                                    | Jamie Murray John Peers            | Alexandr Dolgopolov Kei Nishikori | 6–3, 7–64          |
| 2014                                    | Mariusz Fyrstenberg Daniel Nestor  | Juan Sebastián Cabal Robert Farah | 46–7, 6–4, [10–7]  |
| 2013                                    | Marcelo Melo Tommy Robredo         | Eric Butorac Paul Hanley          | 4–6, 6–1, [10–5]   |
| 2012                                    | Max Mirnyi Daniel Nestor           | Jürgen Melzer Philipp Petzschner  | 6–1, 6–2           |
| 2011                                    | Lukáš Dlouhý Paul Hanley           | Robert Lindstedt Horia Tecău      | 6–4, ab.           |
| 2010                                    | Jérémy Chardy Marc Gicquel         | Lukáš Dlouhý Leander Paes         | 6–3, 7–65          |
| 2009                                    | Marc Gicquel Jo-Wilfried Tsonga    | Fernando Verdasco Mischa Zverev   | 6–4, 6–3           |
| Torneio não realizado entre 2008 e 1993 |                                    |                                   |                    |
| 1992                                    | Steve DeVries David Macpherson     | Patrick McEnroe Jonathan Stark    | 6–4, 6–4           |
| 1991                                    | Mark Woodforde Todd Woodbridge     | John Fitzgerald Glenn Michibata   | 7–6, 6–3           |
| 1990                                    | Jason Stoltenberg Todd Woodbridge  | Brian Garrow Mark Woodforde       | 2–6, 6–4, 6–4      |
| 1989                                    | Darren Cahill Mark Kratzmann       | Broderick Dyke Simon Youl         | 6–4, 5–7, 6–0      |
| 1988                                    | Eric Jelen Carl-Uwe Steeb          | Grant Connell Glenn Michibata     | 6–4, 6–1           |
| 1987                                    | Kelly Evernden Matt Anger          | Broderick Dyke Wally Masur        | 7–6, 6–2           |